# 谭嗣同故居及墓祠
谭嗣同故居及墓祠位于湖南省长沙浏阳市，包含谭嗣同墓、谭嗣同祠和谭嗣同故居。
1996年谭嗣同故居入选第四批全国重点文物保护单位。2013年3月谭嗣同墓、谭嗣同祠入选第七批全国重点文物保护单位，与谭嗣同故居合并为一处，更名为“谭嗣同故居及墓祠”。